# Telactinia citrina
Telactinia citrina är en havsanemonart som först beskrevs av Alfred Cort Haddon och Shackleton 1893.  Telactinia citrina ingår i släktet Telactinia och familjen Actiniidae. Inga underarter finns listade i Catalogue of Life.